# Sven Ekberg (konstnär)
Sven Erk Ekberg, född 26 juni 1891 i Enköping, död 19 september 1947 i Villberga församling, var en svensk målare och grafiker.
Han var son till snickaren Johan Edvard Amandus Ekberg och Hilma Rosalie Karlholm samt fån 1922 gift med Maria Edin. 
Ekberg studerade vid Konsthögskolan i Stockholm 1912-1916 och ägnade sig därefter åt ett borgerligt yrke samtidigt som han vid sidan om arbetade med sin konst. Han medverkade i samlingsutställningen Februarigruppen på Liljevalchs konsthall och i utställningar med Sveriges allmänna konstförening. En minnesutställning med hans konst visades i Enköping 1947. Hans konst består av stilleben, porträtt och landskap samt grafiska blad. 